# James Lawrence Sicard
James Lawrence Sicard (* in Exeter, Rockingham County, New Hampshire) ist ein US-amerikanischer Schauspieler und Filmschaffender.

## Leben
Sicard wurde in Exeter als Sohn von Julian Sicard, einem Unternehmer, und Mary Sicard, geborene Gilbert, einer ehemaligen Hostess für Trans World Airlines, geboren. Er besuchte die Seabreeze Senior High School in Daytona Beach und anschließend die University of Florida. Bereits im Kindesalter sammelte Sicard erste Erfahrungen als Schauspieler. Ab 2010 folgten erste Darstellungen in Film- und Serienproduktionen. Ab 2011 bis 2013 wirkte er in einer Reihe von Kurzfilmen mit, für die er teilweise als Regisseur, Drehbuchautor oder Filmeditor zuständig war. 2013 war er im Katastrophenfilm Hypercane und in Odd Thomas in größeren Rollen zu sehen. 2016 hatte er eine Rolle im Kurzfilm Buffalo inne, der im Mai 2016 auf den Internationalen Filmfestspiele von Cannes 2016 gezeigt wurde. 2021 spielte er im Film Isadora die größere Rolle des Blake Davis.

## Filmografie (Auswahl)

### Schauspiel
- 2010: Scoundrels (Fernsehserie, Episode 1x01)
- 2011: Lemonade Mouth – Die Geschichte einer Band (Lemonade Mouth, Fernsehfilm)
- 2011: Haley (Kurzfilm)
- 2011: When It Ends (Kurzfilm)
- 2012: Ritz & Spitz (Kurzfilm)
- 2012: Two Timers (Kurzfilm)
- 2012: Prompt Critical (Kurzfilm)
- 2012: Debt to Society (Kurzfilm)
- 2013: Project V.S. (Kurzfilm)
- 2013: Pigeon Camera (Kurzfilm)
- 2013: Hypercane (500 MPH Storm)
- 2013: Odd Thomas
- 2013: Wenn Liebe tötet (I'd Kill for You, Fernsehserie, Episode 1x03)
- 2014: Entführt! (House of Horrors: Kidnapped, Fernsehdokuserie, Episode 1x06)
- 2014: Dead of Night (Fernsehserie, Episode 2x10)
- 2014: Manhattan (Fernsehserie, Episode 1x12)
- 2016: Buffalo (Kurzfilm)
- 2020: The Endless Flight
- 2021: Isadora

## Regie
- 2012: Cleansing the Palate (Kurzfilm; auch Filmschnitt)
- 2012: What Kind of Life (Kurzfilm)
- 2012: Two Timers (Kurzfilm; auch Drehbuch und Filmschnitt)
- 2012: Prompt Critical (Kurzfilm; auch Drehbuch und Filmschnitt)
- 2013: Blue Aria (Kurzfilm; auch Drehbuch)
- 2013: The Thirst Games (Kurzfilm)
- 2013: Möpse, Nicht Drogen (Pugs, Not Drugs, Kurzfilm)